# Jego uczniowska mość
Jego uczniowska mość (ang. The Honourable Schoolboy) – druga powieść Johna le Carré w tzw. Trylogii Karli (The Karla Trilogy). Tytułowym „Honourable Schoolboy” jest Jerry Westerby – dziennikarz, pracujący od czasu do czasu dla brytyjskiego wywiadu.
Powieść poświęcona jest w równej części działaniom Smileya w Londynie i Westerbego w Hongkongu i Indochinach.

## Fabuła
Na niezwykle wysokim stanowisku w brytyjskich służbach specjalnych odkryto sowieckiego „kreta”. Poważnie zaszkodziło to ich wiarygodności – zarówno w rządzie jej królewskiej mości, jak i zagranicą. George Smiley jako nowy szef wywiadu ma za zadanie przede wszystkim przywrócić zaufanie do kierowanych przez niego służb. Na jego drodze staną nie tylko sowieci, znający jego agentów i metody pracy, ale również rząd niechętny do udostępnia środków i informacji.
Jedynym dostępnym źródłem informacji, znajdującym się w posiadaniu Smileya, jest analiza działalności „kreta”. Przejrzenie jego działań umożliwia stwierdzenie, czego sowieci nie wiedzą, jak również co starają się ukryć. Do drugiej kategorii należy sprawa konta w Hongkongu, na które sowieci przelewali znaczne sumy pieniężne. Śledztwo w tej sprawie zostało umorzone przez „kreta”, który ponadto zniszczył wiele istotnych dokumentów.
Smiley znajduje agenta, którego istnienie wydaje się nieznane dla radzieckiego wywiadu i wysyła go do Hongkongu. Wybór pada na Jerry’ego Westerby’ego, syna potentata prasowego i zdolnego dziennikarza. Chce w ten sposób przekonać Whitehall do zezwolenia wywiadowi na wznowienie aktywnej działalności.